# Haahka
Haahka är en ö i Finland.   Den ligger i kommunen Simo i den ekonomiska regionen  Kemi-Torneå  och landskapet Lappland, i den centrala delen av landet, 600 km norr om huvudstaden Helsingfors.
Terrängen på Haahka är mycket platt.  == Kommentarer ==
1. ↑  Framräknat ur höjduppgifter (DEM 3") från Viewfinder Panoramas.[2] Mer om algoritmen finns här: Användare:Lsjbot/Algoritmer.